# Baeoura aka
Baeoura aka är en tvåvingeart som beskrevs av Alexander 1969. Baeoura aka ingår i släktet Baeoura och familjen småharkrankar. Inga underarter finns listade i Catalogue of Life.